# ریسکا
ریسکا (به انگلیسی: Risca) یک شهرک در ولز است که در شهرستان مستقل کرفیلی واقع شده‌است. ریسکا ۱۱٬۴۵۵ نفر جمعیت دارد.